# Johann Baptist Bader

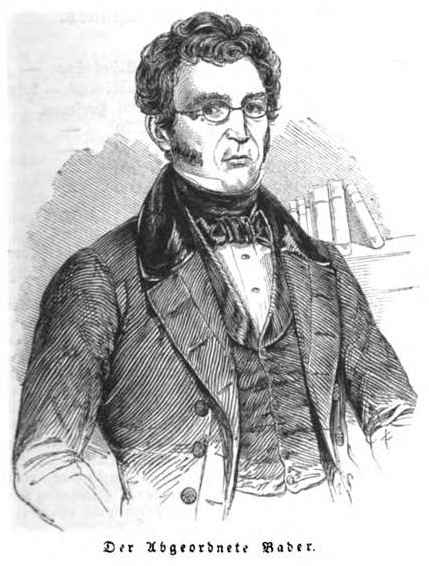
Johann Baptist Bader, 1844

Johann Baptist Bader (auch Johann Sebastian Bader; * 20. Januar 1788 in Freiburg im Breisgau; † 16. Oktober 1862 in Zizenhausen; katholisch) war ein badischer Jurist und Politiker. Er war Mitglied des badischen Landtages.

## Leben
Bader studierte Rechtswissenschaften an der Universität Freiburg und promovierte 1810 zum Dr. iur. Er trat als Rechtspraktikant in Überlingen in den badischen Staatsdienst ein und machte Karriere als Verwaltungsjurist: Er wurde Amtsassessor in Überlingen, 1814 Hofgerichtsadvokat in Meersburg und 1822 beim dortigen Bezirksamt Amtmann und Amtsvorstand.
1818 heiratete er die verwitwete Maria Katharina Elisabetha Fridolina von Krafft-Ebing, geborene Freiin Ebinger von der Burg, (* 25. November 1784; † 22. März 1845), deren Familie die Grundherrschaft Zizenhausen besaß. Zusammen mit ihr bezog er das Familiengut in Zizenhausen. Am 19. Dezember 1818 wurde Tochter Berta Mathilde geboren. 1832 schied Bader aus dem Staatsdienst aus und lebte fortan als Gutsbesitzer in Zizenhausen. Infolge der Vermählung seiner Tochter (1838) mit Rudolf Freiherr von Buol-Berenberg (* 1809; † 1895) war er mit der Familie von Buol nun verschwägert.
Sein Stiefsohn Friedrich von Krafft-Ebing heiratet 1839 Clara Antonia Mittermaier, Tochter des Carl Joseph Anton Mittermaier, Rechtswissenschaftler und Präsident (von 1833 bis 1840 und von 1846 bis 1849) der Zweiten Kammer der Badischen Ständeversammlung in der Residenzstadt Karlsruhe.
Von 1831 bis 1848 und erneut von 1850 bis 1854 gehörte Bader für den Amtswahlbezirk Radolfzell der Zweiten Kammer der Badischen Ständeversammlung an. Seiner politischen Orientierung nach zählte Bader zu den Oppositionellen. Von 1851 bis 1854 war Bader Präsident der Zweiten Kammer. Er trug den Titel eines Geheimen Rats.